# Калугин, Сергей Геннадьевич
Сергей Геннадьевич Калугин (род. 3 октября 1970, Ливны, Орловская область) — российский шахматист, гроссмейстер (2000), тренер.
С шахматами познакомился в пятилетнем возрасте и в конце 1970-х и начале 1980-х годов занимался у тренера Никандра Николаевича Рычкова. В 1982 году, представляя Ливны на чемпионате Орловской области по шашкам, завоевал чемпионское звание, но в дальнейшем сосредоточился на шахматах. В 1985 году успешно выступал в командном чемпионате России по переписке, пробившись в высшую лигу.
Калугин неоднократно (по разным источникам, три, четыре или пять раз) становился чемпионом Орловской области по шахматам и шесть раз выигрывал чемпионат города. В 1986 году он получил звание кандидата в мастера спорта, а в 1992 году — международного мастера.
В 1998 году в полуфинальном турнире Кубка России по шахматам Калугин разделил 6—7 места, а на следующем этапе, проходившем в Краснодаре, выполнил норму международного гроссмейстера, набрав 10 очков в 12 партиях и обыграв четырёх соперников-гроссмейстеров. В 1999 году на московском этапе Кубка России Калугин занял третье место, и в 2000 году ему было присвоено звание гроссмейстера. Калугин стал первым шахматистом Ливен и Орловщины, удостоенным этого звания.
В 1993—2009 годах Сергей Калугин работал в качестве тренера-преподавателя в Ливенском шахматном клубе, среди его воспитанников — мастер ФИДЕ, чемпионка Центрального федерального округа среди женщин Ирина Корченкова. В дальнейшем Калугин работал тренером в Москве и Якутске, входил в состав тренерской группы юношеской сборной России.

## Спортивные достижения
| Год  | Город  | Турнир                | + | − | = | Результат | Место |
| ---- | ------ | --------------------- | - | - | - | --------- | ----- |
| 1999 | Москва | 52-й чемпионат России |   |   |   | из        |       |
|      |        |                       |   |   |   | из        |       |